# Eukoenenia spelaea
Eukoenenia spelaea is een spinnensoort in de taxonomische indeling van de Palpigradi.
Het dier komt uit het geslacht Eukoenenia. Eukoenenia spelaea werd in 1902 beschreven door Peyerimhoff.